# Міжнародний день боротьби за ліквідацію бідності
Міжнародний день боротьби за ліквідацію бідності (офіційними мовами ООН: англ. International Day for the Eradication of Poverty; фр. Journée internationale pour l'élimination de la pauvreté; ісп. Día Internacional para la Erradicación de la Pobreza; рос. Международный день борьбы за ликвидацию нищеты) — міжнародний день ООН, встановлений резолюцією 47/196 Генеральної Асамблеї ООН 22 грудня 1992 року, який відзначається щорічно 17 жовтня.

## Історія встановлення
Спочатку цей день було означено як Всесвітній день боротьби за подолання крайньої бідності. Його відзначали неурядові організації світу з ініціативи Міжнародного руху за надання допомоги малозабезпеченим групам населення — «Четвертий Світ» і його засновника о. Жозефа Вресінскі (фр. Joseph Wresinski, пол. Józef Wrzesiński). 1992 року Генеральна Асамблея ООН підтримала цю ініціативу й оголосила цей день Міжнародним днем боротьби за ліквідацію бідності.

## Мета проведення
Метою проведення цього дня є підвищення усвідомлення необхідності боротися за ліквідацію бідності у всіх країнах, особливо в тих, що розвиваються, — необхідності, яка набула особливої актуальності.

## Щорічні гасла та теми Міжнародного дня боротьби з бідністю
- 2017 — «Відповідаючи на заклик 17 жовтня про подолання бідності: шлях до мирних та інклюзивних суспільств» (англ. Answering the Call of October 17 to end poverty: A path toward peaceful and inclusive societies) [Архівовано 16 жовтня 2017 у Wayback Machine.].
  - 2018 — «Спільна робота з найбільш вразливими верствами населення для створення інклюзивних спільнот, що забезпечують права і гідність для всіх»[2].
- 2020 — «Спільні дії для досягнення соціальної і екологічної справедливості для всіх»[3].

## Статистика
У 2005 році щодня від бідності помирало 30 000 дітей, 2,5 млрд людей жили менш ніж на 2 долари в день, а 2,6 млрд людей не мали доступу до каналізаційних систем.